# Équipe du Kenya féminine de hockey sur gazon
L'équipe du Kenya féminine de hockey sur gazon est l'équipe représentative du Kenya dans les compétitions internationales féminines de hockey sur gazon. 

## Palmarès

### Jeux africains
- 1995 :  3e
- 1999 :  3e
- 2003 :  3e
- 2023 :  3e

### Coupe d'Afrique
- 1990 :  3e
- 1998 :  2e
- 2013 :  3e
- 2015 :  3e
- 2017 : 4e
- 2022 :  3e